# Алберт Шварц
Алберт Шварц (англ. Albert Schwartz, 21 грудня 1907 — 7 грудня 1986) — американський плавець.
Призер Олімпійських Ігор 1932 року.